# Ritratto di Lorenzo Cybo
Il Ritratto di Lorenzo Cybo è un dipinto a olio su tavola (126x104 cm) del Parmigianino, databile al 1524 e conservato nello Statens Museum for Kunst a Copenaghen.

## Storia
Il dipinto è ricordato dal Vasari tra quelli eseguiti da Parmigianino durante il soggiorno a Roma: "il signor Lorenzo Cibo, capitano della guardia del papa e bellissimo uomo, si fece ritrarre da Francesco; il quale si può dire che non lo ritraesse, ma lo facesse di carne e vivo". Lorenzo Cybo era un importante personaggio della corte papale, comandante delle guardie papali e fratello del cardinale Innocenzo, e venne ritratto all'età di ventitré/ventiquattro anni, come chiarisce anche l'iscrizione in basso a destra: "Laurentius Cybo Marchio Massa atque Comes Ferentilli anno M.D.XXIII". La data 1523 in verità è considerata una svista di chi aggiunse l'iscrizione, poiché a quell'anno Parmigianino era ancora in Emilia. Forse l'iscrizione venne apposta per ricordare i titoli del Cybo e la data del suo trasferimento a Roma in occasione dell'elezione di Clemente VII, suo parente da parte di madre.
Il dipinto si conosce da quando nel 1749 si trovava nella collezione del cardinale Silvio Valenti Gonzaga, infatti è incluso nel dipinto che ne ritrae la quadreria di Giovanni Paolo Pannini. L'intera raccolta fu venduta al Amsterdam nel 1763 e in quell'occasiopne finì in Danimarca dove si trova tuttora.
Se ne conoscono varie copie, tra cui una alla Columbia University di New York già della contessa Frenfanelli Cybo.

## Descrizione e stile
Il militare è ritratto con la figura eretta tagliata alle gambe, presso un paggio che gli regge la spada, sulla cui elsa egli poggia la destra, mentre la sinistra è sulla fiasca da militare legata alla cintura. Indossa un elegante abito decorato da tagli, secondo la moda più esuberante del tempo, rosso sopra la camicia bianca bordata d'oro e con una casacca nera senza maniche. Indossa un cappello vermiglio con piuma e tagli lungo la tesa, uguale a quello del ritratto di Galeazzo Sanvitale. La barba è lunga, i capelli corti e crepi, lo sguardo intenso e diretto verso lo spettatore. Davanti a lui, su un parapetto, il paggio regge i guanti e un vassoio su cui si trovano due medaglie bronzee e un dado, forse allusione al "gioco del destino" e ai suoi interessi in campo artistico. Dietro si trova una balaustra oltre la quale un pergolato è invaso da un fittissimo fogliame. 
Stilisticamente l'opera è vicina al Ritratto di Galeazzo Sanvitale e al San Vitale a cavallo della chiesa di San Giovanni Evangelista a Parma, e vi si registrano influenze varie, come quella del Pordenone nella figura del paggio. Tale vicinanza con opere immediatamente precedenti al soggiorno romano ne fanno forse la prima opera ad essere stata dipinta a Roma, prima che i lavori di Michelangelo e Raffaello innescassero un nuovo influsso.